# Laura Bassi

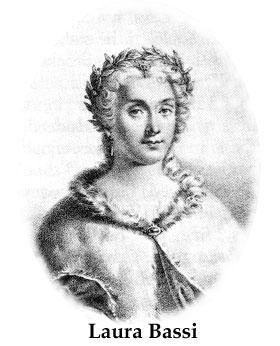
Laura Bassi

Laura Maria Caterina Bassi, verheiratete Bassi Verati oder Veratti (* 29. Oktober 1711 in Bologna; † 20. Februar 1778 ebenda), war eine italienische Physikerin und Philosophin. Sie war erste neuzeitliche Universitätsprofessorin Europas und hatte eine Professur für Philosophie und später auch für Physik inne.

## Leben
Laura Bassi war das einzige überlebende Kind des Juristen Giuseppe Bassi und von Rosa Cesarei. Ihr Vater und ein Verwandter unterrichteten sie, und später insbesondere der Hausarzt der Familie, der Medizinprofessor Gaetano Tacconi. Bereits im Alter von 8 Jahren beherrschte Bassi die lateinische Sprache so gut, dass sie auch schwierige Texte lesen und den Inhalt gut wiedergeben konnte. Bassi wird wegen ihrer großen Begabung, die sich früh zeigte, heute oft auch als Wunderkind bezeichnet. Tacconi war beeindruckt davon, wie sie seine mündlich erteilten Therapieanweisungen sowohl in Latein als auch in Französisch zusammenfasste.
Ihr Hauslehrer Tacconi war über ihre Unterrichtsfortschritte so erbaut, dass er sie zunächst 1732 vor Medizinerkollegen und anderen Wissenschaftlern debattieren ließ. Ihr Auftreten beeindruckte die Anwesenden so stark, dass sie als Ehrenmitglied in die Bologneser Akademie aufgenommen wurde (allerdings verfügte dieselbe Akademie wenig später, dass keine weiteren Frauen aufgenommen würden). Im April 1732 bestand sie in einem großen öffentlichen Spektakel im Rathaus von Bologna eine zweistündige Doktorprüfung, in der sie erfolgreich 49 Thesen vertrat und den Titel Doktor der Philosophie erhielt. Im Jahr darauf wurde sie als erste Frau in Europa zur Professorin für Philosophie (worunter auch theoretische Teile der Physik fielen) an der Universität Bologna ernannt, das heißt, sie wurde im Vorlesungsverzeichnis der Universität geführt und erhielt ein Jahresgehalt. Vorlesungen durfte sie ausdrücklich nur mit Genehmigung des Magistrats halten, was bis zu einer Lockerung der Bestimmung 1739 selten erfolgte, sie hielt aber öffentlich an anderen Orten Vorlesungen. Sie galt in Bologna und darüber hinaus als lokale Berühmtheit (anlässlich der Ernennung zur Professorin erschienen 1732 zwei Bände mit Lobgedichten in Bologna) und viele Reisende besuchten sie. Als sie 1738 Giuseppe Verati (1707–1793) heiratete, einen weit weniger bekannten Arzt, der zudem noch nicht einmal vermögend war, wurde das als Mesalliance empfunden. Außerdem nahm man Anstoß daran, dass sie im Haus der Eltern von Laura Bassi wohnten, und man hätte es lieber gesehen, wenn die Minerva der Stadt (wie sie genannt wurde) wie ihre Namensgeberin Jungfrau geblieben wäre. Sie selbst war nach dem Tod des Vaters finanziell unabhängig und konnte frei über ihre Ehe entscheiden. Mit Verati hatte sie acht Kinder, von denen fünf das Erwachsenenalter erreichten.
Später wandte sie sich der Physik zu und hielt in ihrem Haus regelmäßig öffentliche Vorlesungen, die großen Anklang fanden. Bassi galt als Anhängerin der Theorien von Isaac Newton (insbesondere in der Annahme von Fernwirkungskräften) und kritisierte schon in ihrer Dissertationsthese die Physik von Descartes (die eine Wechselwirkung wie in einer Flüssigkeit über Wirbel annahm). Sie führte Experimente zum Boyle-Mariotte-Gesetz und dessen Grenzen durch, über Gasblasen in Flüssigkeiten und zur damals aufsehenerregenden Elektrizität, über die sie mit ihrem Mann viel experimentierte, wobei dieser vor allem Anwendungen in der Medizin im Auge hatte. Sie unterstützte die Theorie von Benjamin Franklin, der die Elektrizität als ein einziges elektrisches Fluidum ansah. Der auf Initiative ihres Mannes 1752 installierte erste Blitzableiter Italiens fiel allerdings dem Aberglauben zum Opfer und musste wegen Protesten der Einwohner vom Dach der Bologneser Akademie wieder entfernt werden. Die Bassis führten ihre Experimente auch in ihrem Landhaus durch, wo Laura Bassi ein Observatorium errichtete. Sie war aber auch theoretisch versiert, arbeitete insbesondere über Hydromechanik und veröffentlichte in den Abhandlungen der Bologneser Akademie.
Sie war in der Bologneser Akademie der Wissenschaften Mitglied des Kreises der Benedettini, was sie vor allem Papst Benedikt XIV. verdankte, der als gebürtiger Bologneser den wissenschaftlichen Ruf der Akademie mehren wollte. Er hatte schon zuvor ihre Karriere gefördert, seit er (als Prospero Lambertini) 1731 Erzbischof von Bologna geworden war. Die Benedettini waren nach deren Reformierung 1745 durch den Papst Benedikt ein Kern der Akademie und erhielten eine feste Bezahlung. Bassi durfte aber (trotz ihres Protestes) nicht an der Wahl neuer Akademiemitglieder teilnehmen und musste ihre Vorträge nach ihren männlichen Kollegen halten. 1754 wurde sie in die Accademia Roveretana degli Agiati aufgenommen.
Berühmte Gelehrte standen mit ihr im Briefwechsel, wie Algarotti, Voltaire (der Aufklärer bat sie um Unterstützung für seine Aufnahme in die Bologneser Akademie), Jérôme Lalande (der ihre Kurse über Experimentalphysik besuchte), Ruger Boscovich, Jean-Antoine Nollet, Giambatista Beccaria, Albrecht von Haller, Lazzaro Spallanzani (der ihr Schüler war) und Alessandro Volta.
Trotz ihres Rufs wurde die 1772 frei gewordene Physik-Professur am 1711 gegründeten Istituto delle Scienze di Bologna zunächst nicht ihr angeboten, sondern ihrem Mann. Erst als dieser darauf verzichtete, wurde sie 1776 Professorin für Physik. Sie hatte zeitlebens gesundheitliche Probleme und starb 1778 im Alter von 66 Jahren an einem Herzanfall.

## Ehrungen
- 1991 wurde der Venuskrater Bassi nach ihr benannt.[13]
- Am 5. Oktober 2017 wurde der Asteroid (15742) Laurabassi nach ihr benannt.
- Seit 2018 werden Laura Bassi Scholarships vergeben.[14]
- 2019 wurde das Forschungsschiff Laura Bassi des Geophysikalischen Instituts Triest in Dienst gestellt.
- Laura Bassi 4.0 ist ein österreichisches Forschungsprogramm das 2018 ins Leben gerufen wurde und bis 2024 laufen soll. Die 1. Ausschreibung des Programms richtete sich gezielt an Frauen, die Digitalisierung gestalten wollen. In der 2. Ausschreibung werden Organisationen adressiert, die einen Beitrag für eine chancengerechte digitale Zukunft leisten wollen. Das Programm wird finanziert vom Bundesministerium für Digitalisierung und Wirtschaftsstandort und der Nationalstiftung für Forschung, Technologie und Entwicklung.[15]
- 2025 benannte die italienische Bahngesellschaft Italo NTV einen Zug nach Laura Bassi.[16]